# Баликшинський сільський округ
Баликши́нський сільський округ (каз. Балықшы ауылдық округі, рос. Балыкшинский сельский округ) — адміністративна одиниця у складі Курчумського району Східноказахстанської області Казахстану. Адміністративний центр — село Аксуат.
Населення — 729 осіб (2021; 1224 у 2009, 1099 у 1999, 972 у 1989).
Станом на 1989 рік існувала Баликшинська сільська рада (села Аксуат, Аманат, Жолнускау).

## Склад
До складу округу входять такі населені пункти:
| Населений пункт | Старі назви | Населення, осіб (1989) | Населення, осіб (1999) | Населення, осіб (2009) | Населення, осіб (2021) |
| --------------- | ----------- | ---------------------- | ---------------------- | ---------------------- | ---------------------- |
| Аксуат, село    | -           | 449                    | 508                    | 519                    | 290                    |
| Аманат, село    | -           | 259                    | 307                    | 372                    | 226                    |
| Жолнускау, село | -           | 264                    | 284                    | 333                    | 213                    |